# La mirada del ángel (cortometraje de 1998)
«La mirada del ángel» es un cortometraje experimental español de 1998 escrito y dirigido por Norberto López Amado y Violeta Llueca Fonollosa. La cinta se rodó en la Agencia EFE para demostrar las posibilidades de la televisión de alta definición y nunca llegó a estrenarse públicamente.

## Sinopsis
Un pintor obsesionado con la visión de un ángel femenino se enfrenta a la confusión entre realidad y recuerdo. Letizia Ortiz encarna a ese ángel **sin pronunciar palabra**, mientras los demás personajes dialogan en castellano.

## Reparto
- Letizia Ortiz – El ángel (papel mudo)[4]
- José Moreno – El pintor[5]
- Maite Pastor – Amiga del pintor[6]

## Producción
El rodaje se llevó a cabo en 1998, íntegramente en las instalaciones de la Agencia EFE en Madrid, utilizando cámaras HDTV pioneras en España.  
El guion fue desarrollado por el propio López Amado y su colaboradora habitual Violeta Llueca Fonollosa, dramaturga y guionista catalana.

## Distribución y estado actual
Tras el anuncio de compromiso de Letizia con el entonces príncipe Felipe (2003) la única copia conocida habría sido retirada de circulación, según varias publicaciones.

## Importancia cultural
El cortometraje es citado con frecuencia en la prensa y en bases de datos fílmicas (IMDb, Abandomoviez) como la única incursión interpretativa de la actual reina de España.